# Intento de asesinato de Leonid Brézhnev
Un intento de asesinato de Leonid Brézhnev tuvo lugar el 22 de enero de 1969, cuando Víktor Ilín, un desertor del Ejército Soviético, disparó contra la comitiva de vehículos que transportaba al Secretario General del Partido Comunista a través de Moscú. Aunque el líder resultó ileso, los disparos mataron a un conductor e hirieron levemente a varios cosmonautas de renombre, artífices del programa espacial soviético, que viajaban en esos coches. El atacante fue retenido, aunque el Gobierno mantuvo un silencio informativo acerca del incidente durante años.

## El perpetrador
Víktor Ivánovich Ilyin —en ruso: Виктор Иванович Ильин— nació en Leningrado en 1947. Tras graduarse en una escuela técnica, ingresó al Ejército Soviético en 1968 en el empleo de teniente. Según algunas fuentes, no quedó contento con el alistamiento forzoso y la invasión de Checoslovaquia por el Pacto de Varsovia le causó cierta repulsa.
El 21 de enero de 1969, tras robar dos pistolas de mano Makárov PM, semiautomáticas, desertó de su unidad. Acudió a casa de su familia en Leningrado, donde le robó a su cuñado el uniforme de policía, partiendo después en solitario rumbo a Moscú.

## La comitiva
Vestido como un policía, Ilyin se movió sin obstáculos a través de una gran multitud que esperaba en el Kremlin. Se agruparon en la Puerta Borovitsky, donde se esperaba que pasara una caravana especial: llevaría a los exitosos cosmonautas de las misiones espaciales Soyuz 4 y Soyuz 5 a una importante ceremonia oficial.
Los miembros de la tripulación del vuelo espacial, Vladimir Shatalov, Boris Volynov, Yevgeny Khrunov y Aleksei Yeliseyev, habían regresado solo una semana antes de su histórica misión de acoplamiento tripulada de barco a barco tripulado en el espacio, la primera de su tipo. Al llegar al aeropuerto de Vnukovo, estaban siendo conducidos con Brézhnev y el jefe de Estado soviético Nikolái Podgorni a su celebración conmemorativa dentro del Palacio de Congresos del Kremlin. Los cuatro homenajeados viajaron en un convertible abierto en la parte delantera de la fila, saludando a los espectadores mientras una línea de limusinas cerradas los arrastraba.

## Intento de asesinato
A las dos y cuarto de la tarde del 22 de enero de 1969, cuando la comitiva atravesaba la puerta, Ilyin, que portaba pistolas en ambas manos, abrió fuego contra el segundo coche de la línea; admitiría después que apuntó a este vehículo porque supuso que en él viajaba Brézhnev. Sin embargo, en esta limusina ZIL tan solo viajaban más cosmonautas; en concreto, Alekséi Leónov, Valentina Tereshkova, Georgi Beregovói y Andrián Nikoláyev.
Los disparos acertaron en la limusina en catorce ocasiones, matando al conductor Ilya Zharkov, antes de que un guardia arrollara con su motocicleta a Ilyin. Los disparos acabaron con la vida del conductor, Ilyá Zharkov, mientras que el resto de pasajeros sufrió heridas leves o salió indemne. Arrestado Ilyin, la ceremonia prosiguió según lo previsto, salvo por un ligero retraso.

## Investigación y consecuencias
Ilyin se sometió a un exhaustivo interrogatorio dirigido por el jefe de la KGB (y futuro líder soviético), Yuri Andrópov. Durante su interrogatorio, cuya grabación se encontró en los Archivos Estatales de Rusia después de 1991, Ilyin le dijo a Andrópov que su motivación para asesinar a Brézhnev era reemplazarlo con su Segundo Secretario e ideólogo del Partido, Mijaíl Súslov (a quien Ilyin llamó "la persona más destacada del partido en este momento"). Si esto era cierto o si simplemente estaba tratando de provocar luchas internas dentro del Politburó sigue siendo un misterio. Fue declarado enajenado mental y enviado al Hospital Psiquiátrico de Kazán donde fue confinado en aislamiento hasta 1988.
Según fuentes rusas, Ilyin fue liberado en 1990 y se mudó a San Petersburgo. La limusina con agujeros de bala se ha conservado y ocasionalmente se exhibe públicamente.

## Legado
Las noticias fueron escasas y lentas en darse a conocer. Un comunicado de prensa oficial soviético se hizo dos días después del tiroteo, pero no dijo si el tirador era un hombre o una mujer. Sin embargo, incluso sin confirmación oficial, el evento fue visto como un intento de asesinato contra Brézhnev.
Años más tarde, el cosmonauta Leonov relató cómo Brézhnev le confió después del incidente: "Esas balas no eran para ti, Alekséi. Estaban destinados a mí, y por eso me disculpo". Pero hasta la disolución de la Unión Soviética, la KGB publicó poca información sobre el tiroteo. Todo el incidente fue "tan efectivamente silenciado" que a veces fue citado por los observadores occidentales como un ejemplo de secreto soviético.